# Stéphanie Yon-Courtin
Stéphanie Yon-Courtin (ur. 28 marca 1974 w Coutances) – francuska polityk, prawniczka i samorządowiec, deputowana do Parlamentu Europejskiego IX i X kadencji.

## Życiorys
Studiowała prawo na Uniwersytecie w Caen. Kształciła się też na uczelniach w Bristolu i Brukseli. Pracowała jako prawniczka w Komisji Europejskiej, w 2002 uzyskała uprawnienia adwokata w ramach paryskiej palestry. Specjalizowała się w zagadnieniach z zakresu prawa konkurencji. Pracowała m.in. w firmie prawniczej Allen & Overy, była też doradczynią prezesa Autorité de la concurrence, francuskiego organu antymonopolowego.
W 2011 powróciła do Normandii, angażując się w działalność polityczną. W 2014 została merem miejscowości Saint-Contest, objęła też funkcję wiceprzewodniczącej aglomeracji Caen la Mer. W 2015 wybrana na radną departamentu Calvados, powołano ją na wiceprzewodniczącą tej rady. Była związana z ugrupowaniem Republikanie.
W wyborach w 2019 z listy zorganizowanej wokół prezydenckiego ugrupowania LREM uzyskała mandat posłanki do Europarlamentu IX kadencji. W 2021 została wybrana nadto na radną Normandii. W 2024 utrzymała mandat eurodeputowanej na kolejną kadencję.